# Pseuderanthemum campylosiphon
Pseuderanthemum campylosiphon är en akantusväxtart som beskrevs av Gottfried Wilhelm Johannes Mildbraed. Pseuderanthemum campylosiphon ingår i släktet Pseuderanthemum och familjen akantusväxter. Inga underarter finns listade i Catalogue of Life.